# Juan de Aranda Salazar
Juan de Aranda Salazar (Castillo de Locubín, 1605 - Jaén? 1654) fou un mestre d'obres espanyol.
El seu aprenentatge va ser al costat del seu oncle i mestre Ginés Martínez de Aranda, mestre d'obra de la catedral de Santiago de Compostel·la i amb treballs a la província de Jaén, entre d'altres també la catedral de Jaén. A l'església de Sant Pere Apòstol de Castillo de Locubín, van treballar ambdós arquitectes.
Nomenat mestre d'obres a les catedrals de Granada i Còrdova, va ser cridat pel bisbe de Jaén, Baltasar Moscoso y Sandoval l'any 1634, per a encarregar-li la continuació de les obres de la catedral, projectada per Andrés de Vandelvira. Això li va valer gran renom i la intervenció a nombroses construccions, sobretot a Andalusia. Està enterrat a la catedral de Jaén.

## Obres en les quals va intervenir
- Església de Sant Miquel. Andújar
- Església de la Consolació. Alcalá la Real Santuari dels Sants Bonoso i Maximià. Arjona[5]
- Església Parroquial de Cabra del Santo Cristo
- Església del Senyor Santiago. Castellar
- Porta de Sant Pere de l'església de Santa Maria de l'Assumpció. Linares
- Església de Nostra Senyora de l'Assumpció. Luque
- Façana principal de l'església de Sant Joan Baptista. Mancha Real
- Església de l'Hospital. Villacarrillo
- Església del Puerto de Santa María